# Éric Irastorza
Pour le général français, voir Elrick Irastorza.
Éric Irastorza, né le 15 août 1976 à Bidart,  est un joueur de pelote basque professionnel spécialisé en cesta punta. Plusieurs fois champion du monde, il a passé la majorité de sa carrière à jouer sur le fronton de Miami où il est le meilleur arrière de 2009 à 2019.

## Biographie
Né à Bidart en 1976, Éric Irastorza grandit au pays basque en jouant à la cesta punta dès l’âge de 10 ans, gagnant de nombreux titres chez les amateurs. Champion du monde espoirs à Cuba en 1995 à l'âge de 19 ans, champion du monde amateurs à Mexico et champion de France de Nationale A sous les couleurs de la Kostakoak en 1998, il confirme avec un titre de champion du monde professionnel à Guernica en 2000,. Ce titre de champion du monde lui donne une notoriété nationale.
Après avoir obtenu un diplôme d'études commerciales, le joueur français, champion du monde espoir et amateur s'expatrie en Floride, en particulier au fronton de Miami, le plus célèbre du monde, pour participer à des « quinielas » à l'américaine,. Dès lors, le professionnel passe dix mois de l’année sur la côte est des États-Unis, jouant cinq à six parties par jour, six jours par semaine, devant les parieurs floridiens,. Chaque année, il revient au Pays basque l’été, de deux à quatre mois, pratiquant son sport en France et assurant la promotion de sa marque de vêtements Ttilika,. Champion du monde de cesta punta en 2000, il termine à la troisième place du championnat du monde professionnel l’année suivante avec son partenaire Pierre Etchalus.
La vedette du jaï-alaï de Miami remporte chaque été de prestigieux titres en Europe : champion du Master de Biarritz en 2004 et 2005, champion des Quinielas à Pau en 2006 et 2007.
Avec son physique avantageux, entre 1,92 m pour 105 kilos et 1,95 m pour 110 kilos, il est surnommé « le grand » et appartient à une génération plus rapide et puissante,. Droitier, il excelle et est numéro un des arrières de Miami pendant onze années avant d'arrêter à l'âge de 40 ans,. De retour en France, il ouvre un restaurant à Biarritz sur la plage Milady. En 2018, Éric Irastorza remporte son dixième Gant d'Or à Biarritz sur la cancha du Jai-Alai d'Aguiléra, un record.
Après avoir joué plusieurs années au Mexique, il arrête la compétition en 2020 à cause de douleurs aux hanches. Opéré en 2021, Irastorza reprend la compétition avec deux capsules en titane dans le corps.
Blessé lors de la demi-finale de Cesta Punta des XIXe Championnats du Monde de Pelote Basque à Biarritz, Eric Irastorza a annoncé prendre sa retraite, à 46 ans.

## Palmarès
Le palmarès d'Éric Irastorza comprend les titres suivants, :
- numéro 1 des arrières du fronton de Miami de 1999 à 2009 ;
- vainqueur de la Najf 1999 ;
- double champion de la NAJF en Floride ;
- vainqueur du Mohegan Sun Milford 1999 ;
- champion du Monde 2000 (Gernica), 2006 (Pau), 2007 (Pau), Gernica (2008) ;
- troisième du championnat du Monde 2001 (Biarritz), 2011 (Hossegor), ainsi qu'avec la France en 2018 ;
- triple vainqueur du Citrus Orlando ;
- neuf fois vainqueur des Internationaux de Saint-Jean-de-Luz ;
- dix fois vainqueur du Gant d'Or de Biarritz ;
- champion Master 3 Internationaux de Saint-Jean-de-Luz en 2018 ;
- champion Slam Internationaux de Saint-Jean-de-Luz en 2018.

### Vidéographie
- [vidéo] Cesta Punta: Eric Irastorza/Alex Rekalde, série Les grands duels du sport, Arte, 5 août 2006, 43 min.
- [vidéo] À bout de bras, reportage de Vincent Alix, série Intérieur sport, épisode 6 de la saison 9, 2013, 36 min.